# Teodoro Juan Vicente Stuckert
Teodoro (Theodor) Juan Vicente Stuckert (4 de septiembre de 1852 - 11 de junio de 1932) fue un farmacéutico, agrostólogo y botánico argentino de origen suizo. Realizó importantes trabajos científicos mientras se desempeñaba como profesor de Historia natural en la "Escuela Nacional de Agricultura", de Bell Ville, Córdoba (Argentina).

## Algunas publicaciones
- Contribución al conocimiento de las Gramináceas argentinas . Ed. Buenos Aires : J.A. Alsina, 1904-1911; reimpreso de Anales del Museo Nacional de Buenos Aires, t. 11, 13, 21 (ser. 3 : t. 4, 6, 14). Segunda-Tercera contribución: "Edición del autor". Incluye índices. Y en francés y en latín: Beiträge zur Kenntniss der Flora Argentiniens = Quatriéme contribution à la connaissance des Graminées argentines. 309 pp.

## Honores

### Eponimia
Género
- (Asclepiadaceae) Stuckertia Kuntze [4]

Especies botánicas, entre ellas
- (Asclepiadaceae) Pseudibatia stuckertii Malme 1905
- (Chenopodiaceae) Atriplex stuckertii Gand. 1908
- (Convolvulaceae) Cuscuta stuckertii Yunck. 1928
- (Convolvulaceae) Ipomoea stuckertii O'Donell 1948
- (Poaceae) Festuca stuckertii St.-Yves 1927
- (Poaceae) Poa stuckertii (Hack.) Parodi 1932
- (Solanaceae) Cyphomandra stuckertii (Bitter) D'Arcy 1973

- La abreviatura «Stuck.» se emplea para indicar a Teodoro Juan Vicente Stuckert como autoridad en la descripción y clasificación científica de los vegetales.[5]